# Policía Británica de Sudáfrica
La Policía Británica de Sudáfrica (en inglés: British South Africa Police, BSAP) fue, durante gran parte de su existencia, la fuerza policial de Rodesia. Se formó como una fuerza paramilitar de infantes montados en el año 1889 por la Compañía Británica de Sudáfrica de Cecil Rhodes. Inicialmente dirigida por la Compañía, comenzó a operar de manera independiente a partir del año 1896. Después, sirvió como fuerza policial regular de Rodesia hasta 1980, cuando fue reemplazada por la Policía de la República de Zimbabue, poco después de la reconstitución del país en abril de ese mismo año.
Si bien se trataba principalmente de una organización encargada de hacer cumplir la ley, la diferencia entre la policía y el ejército se difuminaba significativamente. Los oficiales de la Policía Británica de Sudáfrica fueron entrenados tanto de policías como soldados regulares hasta 1954.
Durante la guerra civil de Rodesia, la Policía Británica de Sudáfrica operaba varias unidades antiguerrillas, siendo su principal unidad la Unidad Policial Antiterrorista, la cual rastreó y combatió guerrillas comunistas; también operó La Unidad de Apoyo, ésta era apodada como las "botas negras", por el color de su calzado; y la Unidad de Rastreo Civil Africano, compuesto principalmente por Rodesianos negros que utilizaban habilidades y técnicas tradicionales del pueblo de Shangaan.
Para 1980, El BSAP contaba con un personal de aproximadamente 46 000 personas; 11 000 profesionales (alrededor del 60 % negros), y el resto eran reservistas (mayoritariamente blancos). La organización de la estructura de rango fue única, con diferentes niveles de antigüedad para oficiales negros y blancos. Hasta 1979, los oficiales negros no podían ascender más allá del rango de Subinspector, mientras que los rangos comisionados estaban completamente compuestos por blancos. Estas limitaciones a las aspiraciones fueron removidas en 1979. Bajo Robert Mugabe, la policía de la República de Zimbabue adoptó inmediatamente una política donde las personas blancas que tenían un alto cargo eran obligadas a jubilarse, siendo remplazados por oficiales negros.

## Historia

### Bajo la Compañía Británica de Sudáfrica
La organización fue formada por la Compañía Británica de Sudáfrica en 1889, como una fuerza de infantería paramilitar montada con la finalidad de proveer protección a los colonos de la Columna de los Pioneros, que se trasladaron a Mashonalandia en el año 1890. Al igual que varias fuerzas policiales coloniales, como la Policía Montada de Canadá (RCMP), se inspiró en la Real Policía Irlandesa (RIC), sus primeros oficiales fueron entrenados en el Depósito de Policía en el Parque Fénix, en Dublín. La unidad jugó un papel importante en la primera guerra matabele y en la segunda guerra matabele con muchos soldados sirviendo en la Incursión de Jameson. Desde 1896, esta fuerza policial se llamó la Compañía Policial Británica de Sudáfrica.
El BSAP operó originalmente en conjunto con la Policía de Rodesia del Sur (SRC), la fuerza policial de Salisbury y Buluwayo, pero se fusionó con el SRC en 1909.

### Primera y Segunda Guerra Mundial

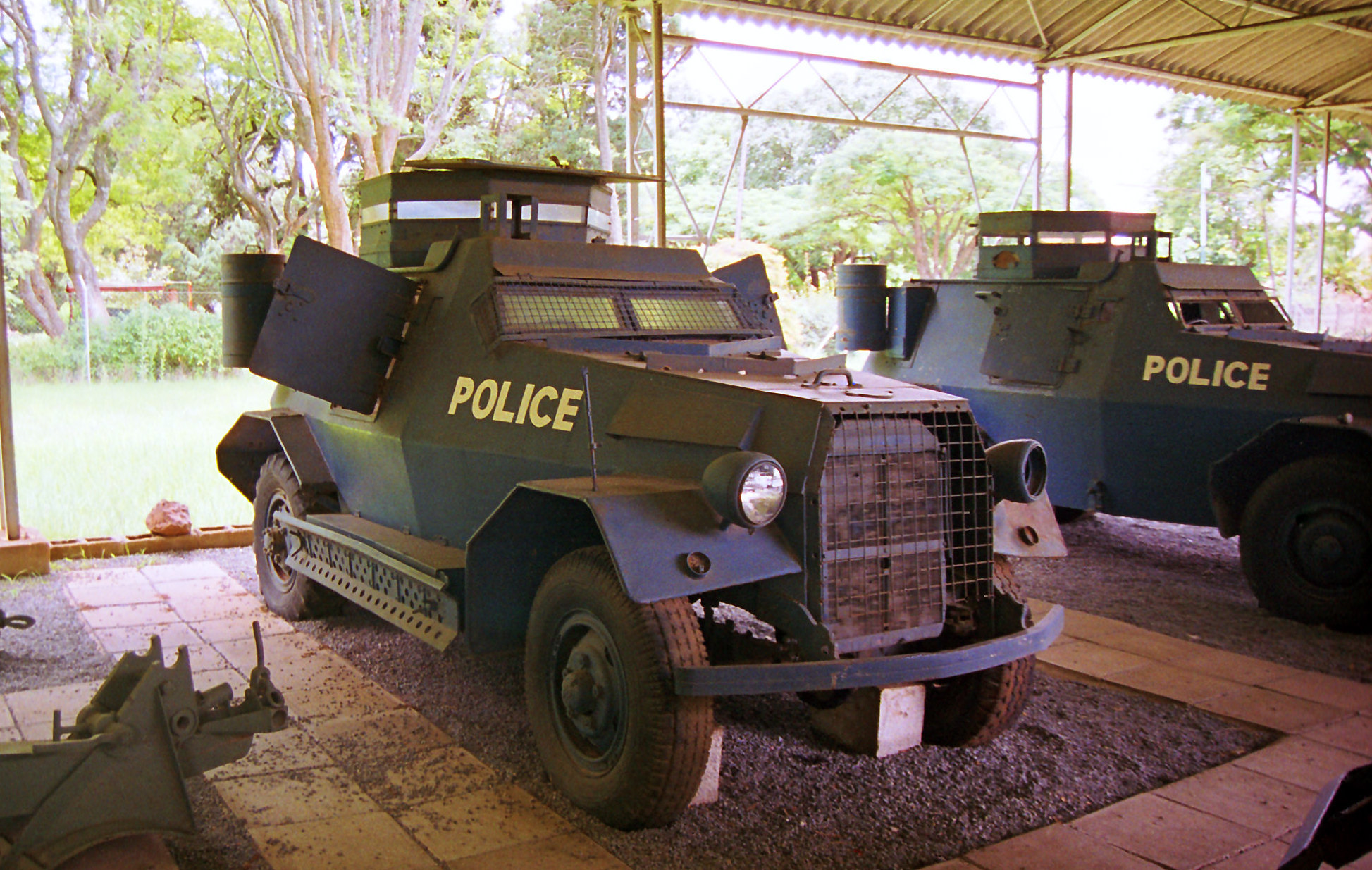
Vehículo blindado de la Policía Británica de Sudáfrica.

Como una unidad paramilitar, la Policía Británica de Sudáfrica peleó en la segunda guerra bóer y en el África oriental alemán durante la Primera Guerra Mundial, mientras que algunos miembros fueron adscritos al regimiento Nativo de Rodesia. Desde 1923, Rodesia del Sur fue una colonia autónoma del Imperio Británico, pero el BSAP retuvo su título y su posición como regimiento superior de las fuerzas armadas de Rodesia del Sur.
Una de las primeras víctimas del BSAP en la Segunda Guerra Mundial fue Keppel Bagot Levett, nacido en 1919, quien murió en servicio activo con el BSAP en marzo de 1941.
entre las guerras mundiales, El Cuerpo del Estado Mayor Permanente del Ejército de Rodesia estaba conformado por solo 47 hombres. Las personas pertenecientes a la Policía Británica de Sudáfrica fueron entrenadas como policía y soldados hasta 1954.

### Guerra civil de Rodesia.
Durante la guerra civil de Rodesia, a finales de 1960 y 1970, el BSAP formó parte importante de la lucha del gobierno de Rodesia contra las guerrillas comunistas. Se formó una unidad antidisturbios; un equipo de combate rastreador (posteriormente nombrado como Unidad Policial Antiterrorista); una Unidad de Apoyo (que se distinguía por el uso de botas negras), una Unidad de Emergencia Urbana, Un ala Aérea de Reserva de la Policía, y una división de marina. Desde 1973 ofrecieron plazas a reclutas conscriptos blancos como parte del Plan de Servicio nacional de Rodesia. Al momento de su independencia, su fuerza consistía en aproximadamente 11,000 regulares (cerca de 60 % negros) y casi 35,000 reservistas, de los cuales la mayoría eran blancos. Daniel Carney, un ex oficial del BSAP, escribió un libro titulado Whispering Death sobre el BSAP en operaciones antiterroristas, del cual se hizo un film llamado albino.

### Después de la independencia
El nombre del BSAP se mantuvo sin cambios en la Declaración Unilateral de Independencia de Rodesia, aunque luego, la corona de San Eduardo fue removida de la insignia del BSAP, y el nombramiento de Su Majestad la Reina Consorte Isabel Bowes-Lyon como comisionado honorario fue suspendido. En lugar de la Corona de San Eduardo, se mostró el ave de Zimbabue en las insignias de la gorra.

### Renombramiento
La Policía Británica de Sudáfrica pasó a llamarse Policía de la República de Zimbabue en julio de 1980 tras la instalación de Robert Mugabe como primer ministro de Zimbabue.

## Departamentos y capacidades.
En el año 1923 se fundó el Departamento de Investigación Criminal; en 1941 la Sección de Mujeres, y una Unidad de perros en 1945. Desde 1957, la Reserva Policial también tuvo un ala aérea.
Antes del uso de vehículos motorizados, se realizaban patrullas rurales extendidas a caballo y, hasta su cambio de nombre institucional, A todos los oficiales hombres blancos se les enseñó equitación como parte de su entrenamiento básico.
La Unidad de Apoyo (conocida como "Botas negras" debido al color de su calzado) fue una fuerza de campo policial compuesta por unos 50 soldados blancos y 1700 negros en servicio regular.
A finales de la década de 1970, Se agregó la Unidad de Seguimiento Civil Africano (C.AT.U.) para relevar a los rastreadores profesionales en la persecución de infiltrados enemigo en Rodesia. Los reservistas de la policía y los policías regulares organizados de manera similar se denominaron como la Unidad Policial Antiterrorista o PATU.
Policías de todos los rangos hasta inspector jefe, fueron obligados a realizar adscripciones al PATU de manera regular, y se les envió a las áreas de operación. También se mantuvieron unidades de reserva antidisturbios para hacer frente al desorden civil urbano.
El BSAP también supervisó la recopilación de inteligencia de los Selous Scouts. Esta función fue realizada por un elemento integrado de la Special Branch (SB) del BSAP, comandado por el Superintendente en Jefe Michael "Mac" McGuinness.

## Estructura de rango
Hasta finales de la década de 1970, los Rodesianos negros pertenecientes al BSAP no podían ocupar rangos más altos que el de Subinspector, y solo los blancos podían obtener el rango de comisionado. Esto cambió después de que el moderado líder negro, Abel Muzorewa fue elegido en las elecciones de 1979. Después de que Robert Mugabe tomara el poder, el BSAP siguió una política racial de "Africanización", en la cual los oficiales blancos fueron retirados por la fuerza y sus posiciones fueron ocupadas por oficiales negros.
La estructura de rango fue única, policías negros (conocidos coloquialmente como "Mapolisa") fueron alguaciles, sargentos, sargento superiores, sargentos mayores y subinspectores.
Los rangos de los policías blancos (conocidos coloquialmente como "Majoni") comenzaban como Oficial de Patrulla, avanzando a Oficial de Patrulla Superior, Oficial de Sección, luego a Inspector, Inspector jefe y los rangos comisionados, etcétera.
Las responsabilidades de estos oficiales de policía caucásicos una vez entrenados, eran, en términos generales, las mismas que las de los agentes de policía del Reino Unido. Los oficiales negros que participaban en el trabajo operativo policial junto a sus colegas blancos, actuaban principalmente como intérpretes con la población indígena, además patrullaban solos y conducían sus propias investigaciones de delitos o, de otra manera, según se les indicaba. Los oficiales Negros de cobertura terrestre actuaron como recolectores de inteligencia, vestidos de civil tanto en áreas rurales como urbanas.

### Rangos
| Oficiales comisionados | Oficiales comisionados | Oficiales comisionados         | Oficiales comisionados | Oficiales comisionados | Oficiales comisionados |
| Comisionado            | Comisionado Adjunto    | Comisionado Asistente Superior | Comisionado asistente  | Superintendente Jefe   | Superintendente        |
| ---------------------- | ---------------------- | ------------------------------ | ---------------------- | ---------------------- | ---------------------- |
|                        |                        |                                |                        |                        |                        |

| Rangos para oficiales blancos | Rangos para oficiales blancos | Rangos para oficiales blancos | Rangos para oficiales blancos | Rangos para oficiales blancos | Rangos para Oficiales negros | Rangos para Oficiales negros | Rangos para Oficiales negros | Rangos para Oficiales negros |
| Suboficiales                  | Suboficiales                  | Suboficiales                  | Suboficiales                  | Suboficiales                  | Suboficiales                 | Suboficiales                 | Suboficiales                 | Agentes                      |
| Inspector jefe                | Inspector                     | Oficial de Sección            | Oficial de Patrulla Superior  | Oficial de Patrulla           | Sargento Mayor               | Sargento Superior            | Sargento                     | Condestable                  |
| ----------------------------- | ----------------------------- | ----------------------------- | ----------------------------- | ----------------------------- | ---------------------------- | ---------------------------- | ---------------------------- | ---------------------------- |
|                               |                               |                               |                               |                               |                              |                              |                              |                              |

## Comisionados
Lo siguiente es una lista de comisionados de la Policía Británica de Sudáfrica desde la fusión de la fuerza en 1909 hasta su disolución en 1980.
- Lt. Col. J. H. Fuller (18 de abril de 1909 – 1 de abril de 1911)
- Maj. Gordon Vallancy Drury (1 de abril de 1911 – 28 de enero de 1913)
- Maj. Gen. Sir Alfred Hamilton Mackenzie Edwards (28 de enero de 1913 – 23 de enero de 1923)
- Col. Algernon Essex Capell (1 de febrero de 1923 – 11 de febrero de 1926)
- Alfred James Tomlinson (12 febrero 1926 – 12 mayo 1926; acting)
- Col. George Stops (13 de mayo de 1926 – 14 de febrero de 1933)
- Brig. John Sidney Morris (15 de febrero de 1933 – 24 de abril de 1945)
- Brig. John Ellis "Jack" Ross (24 de abril de 1945 – 6 de diciembre de 1950)
- Col. James Appleby (7 de diciembre de 1950 – 2 de junio de 1954)
- Col. Arthur Selwyn Hickman (3 de junio de 1954 – 5 de noviembre de 1955)
- Col. Harold Jackson (6 de noviembre de 1955 – 12 de marzo de 1958)
- Basil Gordon Spurling (13 de marzo de 1958 – 25 de abril de 1963)
- Frank Eric Barfoot (26 de abril de 1963 – 2 de enero de 1968)
- James Spink (3 de enero de 1968 – 26 de junio de 1970)
- Sydney Frederick Samuel Bristow (27 de junio de 1970 – 6 de febrero de 1974)
- Peter Dennis Wray Richard Sherren (7 de febrero de 1974 – 6 de febrero de 1978)
- Peter Kevin Allum (7 de febrero de 1978 – julio 1980)